# Ministero dei trasporti, delle infrastrutture e delle grandi opere (Malta)
Il Ministero dei trasporti, delle infrastrutture e delle grandi opere (in inglese: Ministry for Transport, Infrastructure and Capital Projects) è un dicastero del governo maltese responsabile per la gestione delle politiche in materia di trasporto aereo, marittimo ed interno oltre che di coordinazione dei progetti di grandi opere.
L'attuale ministro è Aaron Farrugia, in carica dal 30 marzo 2022.

## Elenco dei ministri
| Ministro                                                           | Ministro                                                           | Partito                                                            | Governo                                                            | Mandato                                                            | Mandato                                                            |
| Ministro                                                           | Ministro                                                           | Partito                                                            | Governo                                                            | Inizio                                                             | Fine                                                               |
| Ministro delle infrastrutture, dei trasporti e delle comunicazioni | Ministro delle infrastrutture, dei trasporti e delle comunicazioni | Ministro delle infrastrutture, dei trasporti e delle comunicazioni | Ministro delle infrastrutture, dei trasporti e delle comunicazioni | Ministro delle infrastrutture, dei trasporti e delle comunicazioni | Ministro delle infrastrutture, dei trasporti e delle comunicazioni |
| ------------------------------------------------------------------ | ------------------------------------------------------------------ | ------------------------------------------------------------------ | ------------------------------------------------------------------ | ------------------------------------------------------------------ | ------------------------------------------------------------------ |
|                                                                    | Austin Gatt (1953)                                                 | Nazionalista                                                       | Gonzi II                                                           | 10 marzo 2008                                                      | 13 marzo 2013                                                      |
| Ministro dei trasporti e delle infrastrutture                      |                                                                    |                                                                    |                                                                    |                                                                    |                                                                    |
|                                                                    | Joe Mizzi (1952)                                                   | Laburista                                                          | Muscat I                                                           | 13 marzo 2013                                                      | 8 giugno 2017                                                      |
| Ministro dei trasporti, delle infrastrutture e delle grandi opere  |                                                                    |                                                                    |                                                                    |                                                                    |                                                                    |
|                                                                    | Ian Borg (1986)                                                    | Laburista                                                          | Muscat II                                                          | 8 giugno 2017                                                      | 15 gennaio 2020                                                    |
| Abela I                                                            | Ian Borg (1986)                                                    | Laburista                                                          | 15 gennaio 2020                                                    | 30 marzo 2022                                                      |                                                                    |
|                                                                    | Aaron Farrugia (1980)                                              | Laburista                                                          | Abela II                                                           | 30 marzo 2022                                                      | in carica                                                          |